# Aleksandr Wowin
Aleksandr Władimirowicz Wowin (ros. Александр Владимирович Вовин, ur. 27 stycznia 1961 w Leningradzie, zm. 8 kwietnia 2022) – amerykański językoznawca, filolog i japonista pochodzenia rosyjskiego. Zajmował się japońską lingwistyką historyczną, filologią japońską oraz językami azjatyckimi w ujęciu ogólnym.
W 1983 r. uzyskał magisterium na Leningradzkim Uniwersytecie Państwowym. W 1987 r. doktoryzował się na podstawie rozprawy poświęconej językowi japońskiej prozy.

## Publikacje (wybór)
- A Reconstruction of Proto-Ainu' (1993)
- Did the Xiong-nu speak a Yeniseian language? (2000)
- A Reference Grammar of Classical Japanese Prose (2003)
- The Manchu-Tungusic Languages (2006)
- Why Japonic is not demonstrably related to ‘Altaic’ or Korean (2011)